# Bombardements américains du 3 février 2024 en Irak et en Syrie
Batailles
m
- 1er Incident du golfe d'Oman
- 2e Incident du golfe d'Oman
- Destruction d'un drone américain
- Attaque de la base aérienne K-1
- Attaque contre l'ambassade des États-Unis à Bagdad
- Assassinat de Qassem Soleimani
- Opération Martyr Soleimani
- Destruction du Vol PS752
- Attaques d'Erbil

- Attaque de la Tour 22
- Bombardements américains du 3 février 2024 en Irak et en Syrie

Les bombardements américains du 3 février 2024 en Irak et en Syrie ont lieu en représailles d'une frappe de drone suicide qui a causé 3 morts et 47 blessés le 28 janvier 2024.

## Contexte
Le 28 janvier 2024, une frappe de drone suicide menée par les milices pro iraniennes de la Résistance islamique en Irak vise une base de l'United States Army dans le nord-est de la Jordanie, faisant au moins 3 morts et 47 blessés. Le Kataeb Hezbollah, une des milices, annonce le 30 janvier la « suspension » de ses « opérations militaires et sécuritaires contre les forces d’occupation, afin d’épargner tout embarras au gouvernement irakien » » tandis que l'autre milice, le Harakat Hezbollah al-Nujaba assure qu’il poursuivrait ses attaques contre les troupes américaines.

## Bombardement du 3 février 2024
En représailles, les forces armées des États-Unis mènent dans la nuit 2 au 3 février une campagne de frappes aériennes en Irak et en Syrie contre sept installations, trois en Irak et quatre en Syrie, de la force Al-Qods du Corps des gardiens de la révolution islamique iranien et les milices affiliées. Ces bombardements qui ont lieu vers UTC+03:00 le 3 février visent 85 cibles dont des centres de commandement et de renseignement, des infrastructures de stockage de drones et de missiles et des bâtiments avec plus de 125 munitions de précision largués par au moins deux bombardiers stratégiques Rockwell B-1 Lancer décollant de la base de Dyess au Texas le 2 février après un vol de plus de 11 000 km.
Selon l'Observatoire syrien des droits de l'homme (OSDH), les lieux ciblés en Syrie sont situés dans les villes de Deir ez-Zor, Mayadine et Boukamal,. En Irak, les frappes touchent les villes d'al-Qaïm et d'Akashat.

## Bilan humain
Selon l'OSDH, dans un bilan au 4 février, les frappes menées dans l'est de la Syrie auraient fait au moins 29 morts parmi les miliciens, dont au moins neuf Syriens, six Irakiens, six Libanais du Hezbollah et huit de nationalité inconnue,. Une base servant de site de stockage de la Division des Fatimides dans le village d'Ayyash près de Deir ez-Zor, déjà bombardée en 2022, a été extrêmement endommagée par ces attaques.
Le gouvernement irakien fait état de 16 morts et 25 blessés, dont des civils, lors de l'attaque du QG des Hachd al-Chaabi dans la ville d'Akashat,. Trois maisons et un entrepôt d'armes utilisées par le Kataeb Hezbollah dans la province d'Al-Anbar ont été également détruits,,,,. Les Hachd al-Chaabi annoncent quant à eux « 16 martyrs » dans leurs rangs. Le 4 février, les corps de 17 miliciens sont enterrés à Bagdad

## Conséquences
Le Wall Street Journal fait état de la possible participation d'avions de chasse F-16 de la Force aérienne royale jordanienne dans cette opération.
Les États-Unis vont « continuer » leurs représailles contre des groupes pro-iraniens en Irak et en Syrie, déclare le conseiller à la sécurité nationale Jake Sullivan le dimanche 4 février
Cinq personnes liées aux gardiens de la révolution iraniens ont été rajoutées le 2 février 2024 à la liste des personnes sanctionnés par l'office de contrôle des actifs étrangers du Département du Trésor des États-Unis